# 浜村蔵六 (二世)
二世 浜村 蔵六（にせい はまむら ぞうろく、安永元年（1772年） – 文政2年7月18日（1819年9月7日））は日本の篆刻家である。
本姓は橘氏、幼名は仙吉。名は参、字は秉徳、号は蔵六のほかに賁斎がある。通称は六蔵。橘秉徳とも称される。江戸の人。

## 略伝
初世浜村蔵六の甥で後の養子となった。はじめ初世に学び、長じて京坂に遊んで技芸を深め、世に名人蔵六と称された。
深く印学を研究し、六書を学ぶことを怠らなかった。このため中国から舶載される印籍を高額であっても購入した。『蘇氏印略』・『漢銅印叢』などを深く追慕している。林述斎は二世蔵六の高い志を感じて、諸侯にこれを紹介している。文化4年（1807年）には、幕命を受けて朝鮮通信使の返翰用の官印を刻し、丁銀を賞賜として受けた。印譜『賁斎印譜』がある。
文政2年7月没。霊山寺の初世蔵六の墓に合葬される。